# Sept méditations sur le Saint-Esprit
Sept méditations sur le Saint-Esprit, opus. 6 (en español: Siete meditaciones sobre el Espíritu Santo) es una colección de siete piezas para órgano escritas y compuestas por la organista francesa Jeanne Demessieux entre septiembre de 1945 y el verano de 1946, fueron publicadas por Durand en 1947. Antes de terminar de escribir la obra por completo, Demessieux estrenó primero las Meditaciones I, II, IV y V durante el último concierto del ciclo de recitales en la Sala Pleyel el 3 de junio de 1946, y estrenó las siete meditaciones juntas en un concierto del 12 de diciembre de 1947, también en la Sala Pleyel.
Ella completó la escritura de sus Sept méditations sur le Saint-Esprit justo cuando estaba en el comienzo de su carrera como virtuosa del órgano, tras haber estudiado durante diez años varios aspectos avanzados sobre la música de órgano con Marcel Dupré.
Estas piezas son, junto a Réponds pour le Temps de Pâques y su Te Deum, las únicas dentro de su repertorio que están basadas en obras litúrgicas, otras piezas como Six études, op. 5 están orientadas para concierto.
Demessieux llegó a registrar pocas de sus propias piezas, pero existe un registro del movimiento "Consolateur" grabado en Hamburgo, Alemania, que fue editado por el sello Festivo en CD.

## Antecedentes
El 8 de octubre de 1936 el director del Conservatorio de Montpellier estaba organizando una reunión en Meudon durante la cual Jeanne Demessieux conoció a Marcel Dupré, de quién ella misma señala en su diario: "para mí fue un encuentro inolvidable". Dupré le ofreció a la familia Demessieux darle clases gratis en su propia casa. Así entre 1936 y 1946 estudió órgano en forma privada con Dupré, aprovechando el tiempo libre que tuvo durante la ocupación alemana de Francia, para perfeccionar su técnica de interpretación. Finalmente en 1946 se vieron volcados los resultados cuando Dupré organizó una serie de conciertos en la Sala Pleyel de París, en donde Demessieux tocó por primera vez en el recientemente restaurado órgano, según la crítica parisina de la época, fue un "histórico éxito triunfal".

## Composición y estreno

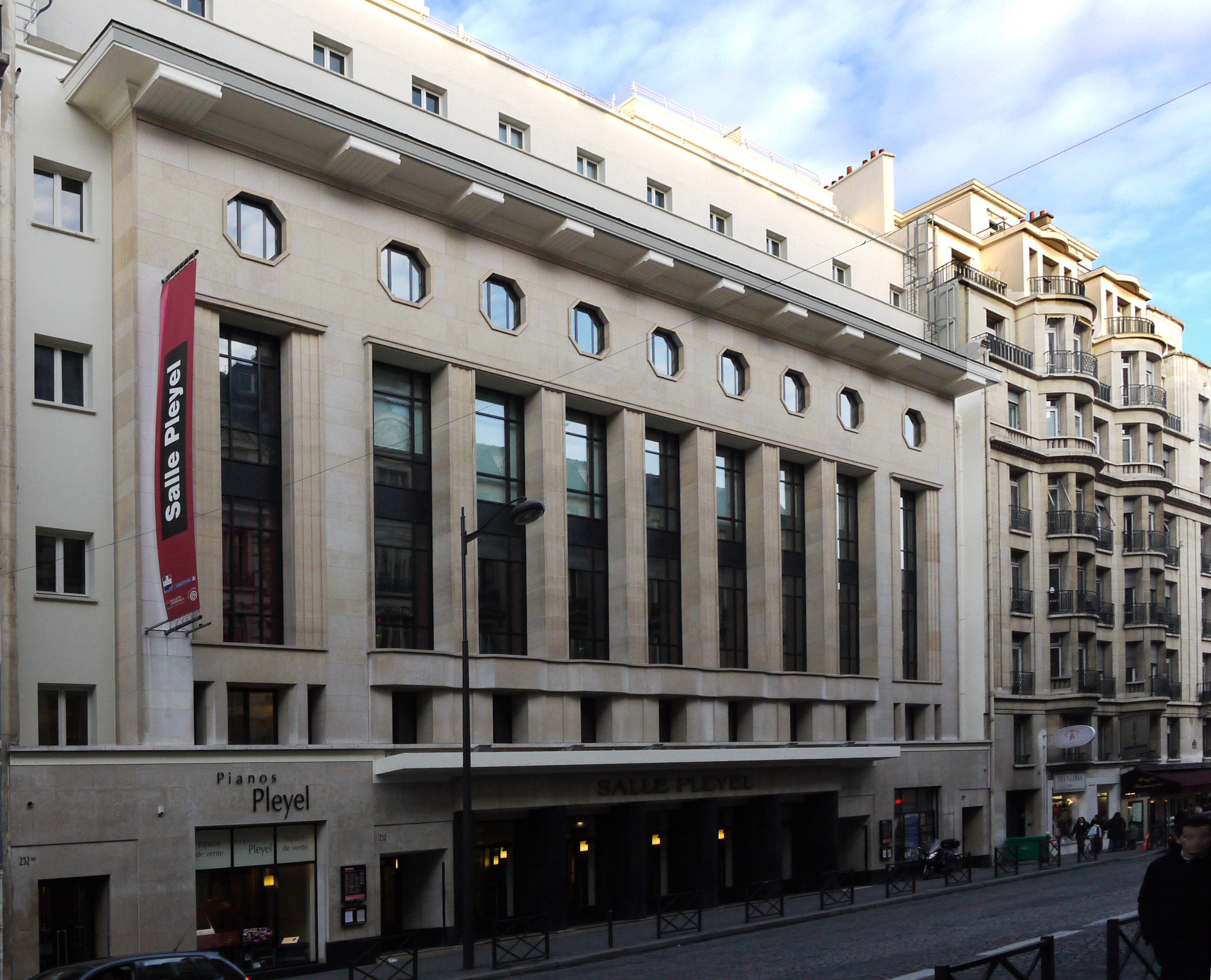
La Sala Pleyel en donde Jeanne Demessieux estrenó primero de forma parcial, y luego total sus Sept méditations sur le Saint-Esprit en un concierto del 12 de diciembre de 1947.

Las Meditaciones I, II, IV y V fueron escritas entre septiembre de 1945 y enero de 1946, y fueron estrenadas por Jeanne Demessieux en el último concierto del ciclo de recitales en la Sala Pleyel el 3 de junio de 1946. En el verano de 1946, Demessieux compuso las Meditaciones III, VI y VII. El ciclo completo fue publicado por Durand en 1947 y estrenado por Demessieux el 12 diciembre del mismo año, también en la Sala Pleyel, donde anteriormente, el 25 de febrero de 1946 había estrenado otra obra suya llamada Six études.
De esta forma, las piezas fueron creadas inmediatamente antes y después de los primeros conciertos públicos de Demessieux en la Sala Playel. Fue una época de gran productividad y enorme tensión, según Maryam Haiawi se puede notar en la escritura de su música, los profundos impactos de la Segunda Guerra Mundial que acaba de terminar. Demessieux documenta la creación de la obra en su diario. La idea de escribir una obra sobre el tema del Espíritu Santo fue mencionada en su diario por primera vez en la primavera de 1945. Dupré jugó un papel esencial para la concepción de la composición. Alentó a Demessieux a componer la obra como siete meditaciones con referencia a los siete dones del Espíritu Santo, y proceder cada meditación con un texto bíblico o litúrgico que nombre el tema del movimiento, una practica habitual también en la música de Alain, Messiaen y Langlais, no usar determinadas melodías litúrgicas, sino componer sus propios temas e incluir en el ciclo una meditación sobre la escena del Génesis, en la que esta activo el Espíritu de Dios. Las anotaciones del diario documentan una lucha interna por componer música que sea apropiada y digna del tema.
Con una excepción, Demessieux elige textos de la Misa católica romana y las Vísperas de Pentecostés. Ella reordena los textos para que el ciclo describa teológicamente la historia de la salvación de Dios Creador con su humanidad y sea litúrgicamente capaz de trazar una meditación de oración.

## Análisis
La primera meditación es "Veni Sancte Spiritus" cuyo título de la primera meditación cita las palabras iniciales del himno en latín, que se canta como una secuencia en la liturgia católica romana en Pentecostés y es a la vez una oración y un canto de alabanza. Demessieux presenta la composición precedida por las palabras del primer verso del himno: "Venez Esprit-Saint, et envoyez-nous du ciel un rayon de votre lumière". En el himno, la congregación pide la venida del Espíritu Santo y su asistencia en memoria del acontecimiento de Pentecostés. Al mismo tiempo, lo elogia por sus buenas acciones. La música de Demessieux expresa ante todo el carácter de petición e invocación de la secuencia. Se destacan dos momentos en particular dentro de la pieza: un sonido muy disonante y la repetición incesante de un motivo tricolor. Aunque la pieza, un Andante en compás de 3/4, está marcada con tres sostenidos, el movimiento se mueve armónicamente con total libertad. Las voces individuales se caracterizan por un cromatismo y alteraciones constantes y, cuando se combinan, dan como resultado disonancias consistentes. El motivo tritonal es prácticamente omnipresente en la pieza y su forma rítmico-armónica, en combinación con un registro arqueado-flotante, crea una atmósfera extremadamente tensa e incómoda. El cantus firmus se interpreta sólo parcialmente: dos veces el verso comienza en el pedal con clarirón 4' (compases 12-24 y 41-46), una vez en el manual (compases 64-69) y tiene más bien un carácter de leitmotiv. Las figuras que lo acompañan son movimientos ostinatos tipo péndulo, que por un lado tienen un carácter meditativo, pero por otro lado son un factor de inquietud en sus constantes alteraciones. En la variada e incansable repetición del motivo se produce un aumento tonal, que va acompañado de una gran concentración motívica. El clímax del movimiento es el motivo de tres tonos cambiado melódicamente en el acorde de do menor a voz completa (cf. c. 81, 2).
Demessieux consigue implementar musicalmente la Meditación, un movimiento moderato en compás 4/4, de una manera original. En una sección A, los movimientos ostinatos, ondulantes, de la mano izquierda y del pedal trazan los movimientos del agua. Sin embargo, el movimiento musical no es en absoluto uniforme, sino que varía mediante alteraciones y extensiones de intervalos, de manera similar a los movimientos desiguales del diluvio primordial. La melodía alta, con la parte del clarinete en la mano derecha, representa el flotar del espíritu. Se caracteriza por pequeños intervalos y cromatismo en un movimiento predominantemente sincopado, oscila hacia arriba en varios intentos y crea una atmósfera tensa y algo inquietante en su forma. El registro captura el estado de ánimo de la escena: los colores oscuros y básicos ilustran la oscuridad. Las secciones de la mezcla sonora de la parte B (cf. compases 24 y siguientes), en las que la melodía aparece de forma distorsionada en el pedal, dan un anticipo de la creación de la luz. También en "Les Eaux" se observa un aumento del sonido, así como una condensación y aceleración motívico-rítmica. Por lo tanto, a Demessieux no le interesa capturar la escena bíblica como una imagen estática, sino más bien representar la dinámica de la escena y dejar que la música cuente la historia. Aquí podemos ver influencias directas de Marcel Dupré, cuyas obras a menudo tienen un carácter programático. Esta meditación también se caracteriza por una armonía rica en disonancia, que es creada principalmente por sonidos bi-, poli- y multitonales, véase por ejemplo el doble pedal bitonal del principio. La complejidad armónica aparece aquí como un medio musical adecuado para la expresión de la tierra todavía desordenada en la narración bíblica.
El Andantino se caracteriza por una extraña tensión. En la mano izquierda aparece una melodía tranquila y encantadora, que contiene elementos pentatónicos y está acompañada por un suave movimiento de balanceo en la mano derecha y el pedal. El registro es brillante y transparente. Sin embargo, estos elementos tranquilos y pacíficos se ven interrumpidos o puestos en tela de juicio por factores perturbadores: por ejemplo, el tiempo predeterminado de 5/4 crea inquietud; la voz más baja del pedal doble (cf. comienzo de "Les Eaux") destruye las armonías consonantes entre el manual y la voz más alta del pedal. A medida que se desarrolla el movimiento, éste se vuelve más disonante con un cromatismo creciente y el movimiento aumenta (cf. compases 21f. y sección B). Parece como si Demessieux estuviera intentando combinar lo interior y lo exterior. Se describe simultáneamente la situación de los discípulos reunidos: exteriormente tranquilos y contentos, pues están reunidos para una celebración comunitaria, interiormente están inquietos, impacientes y tensos, como si supieran en ese día de la venida del Espíritu Santo, que les había sido prometido por Jesús (cf. Jn 14, 16). Allegro, un triplete virtuoso que repentinamente explota y desató en la mano derecha con acompañamiento de acordes en la mano izquierda y pedal, describe el descenso del Espíritu Santo.

## Meditaciones
- Veni Sancte Spiritus
- Les eaux
- Pentecôte
- Dogme
- Consolateur
- Paix
- Lumière

## Discografía selecta
Destacan las siguientes grabaciones que se han realizado de esta pieza con sus siete movimientos completos.
- Pierre Labric - Jeanne Demessieux: Complete Organ Works, Musical Heritage Society.
- Maurizio Ciampi - Six Études: Sept Méditations Sur Le Saint-Esprit, Stradivarius STR 33.384.
- Maxime Patel - Jeanne Demessieux: Complete Organ Works, Fugatto FUG 025.
- Stephen Tharp - Jeanne Demessieux: Complete Organ Works, Aeolus AE10561.